# Handsfree

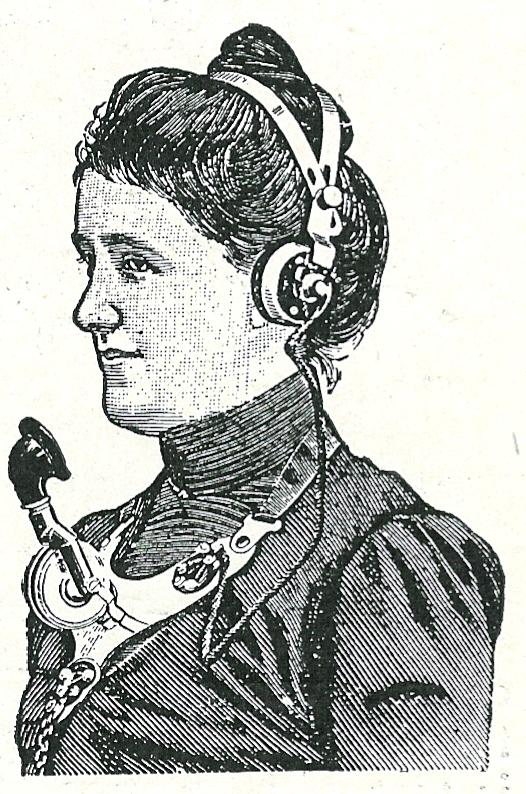
Växeltelefonist kring år 1900.

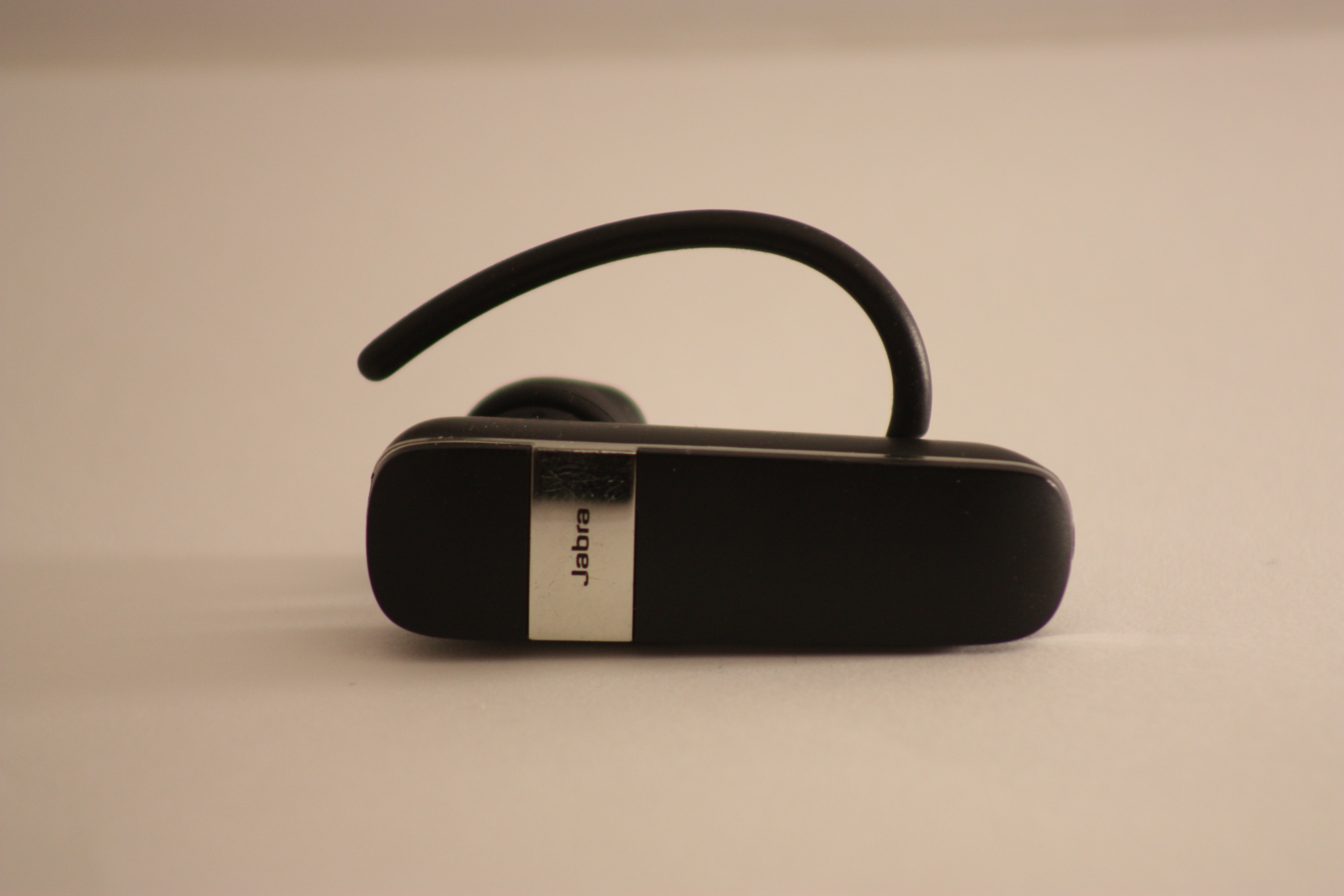
Handsfree headset i början av 2020-talet.

Handsfree, från engelskans hands free, "fria händer" är en anordning avsedd att användas samman med telefon och mobiltelefon som gör att man inte behöver använda händerna. Systemet minskar också användarens exponering för elektromagnetisk strålning från telefonen. En variant av handsfree är en trådlös utrustning som kommunicerar med telefonen med hjälp av teknikstandarden Bluetooth.
Ordet "handsfree" är belagt i svenska språket sedan 1982.